# Équipe du Soudan de football à la Coupe d'Afrique des nations 2021
L’équipe du Soudan de football participe à la Coupe d'Afrique des nations 2021 organisée au Cameroun du 9 janvier au 6 février 2022. Il s'agit de la neuvième participation des Crocodiles du Nil, emmenés par Burhan Tiya. ls sont éliminés au premier tour après un match nul, face à la Guinée-Bissau (0-0), et deux défaites, contre le Nigeria (1-3) et l'Égypte (0-1).

## Qualifications
Le Soudan est placé dans le groupe C des qualifications qui se déroulent de novembre 2019 à mars 2021. Ces éliminatoires sont perturbés par l'épidémie de covid-19. Le Soudan se qualifie en battant l'Afrique du Sud lors de la dernière journée.
| Rang | Équipe               | Pts | J | G | N | P | Bp | Bc | Diff |  | Résultats (▼ dom., ► ext.) |     |     |     |     |
| ---- | -------------------- | --- | - | - | - | - | -- | -- | ---- |  | -------------------------- | --- | --- | --- | --- |
| 1    | Ghana                | 13  | 6 | 4 | 1 | 1 | 9  | 3  | +6   |  | Ghana                      |     | 2-0 | 2-0 | 3-1 |
| 2    | Soudan               | 12  | 6 | 4 | 0 | 2 | 9  | 3  | +6   |  | Soudan                     | 1-0 |     | 2-0 | 4-0 |
| 3    | Afrique du Sud       | 10  | 6 | 3 | 1 | 2 | 8  | 7  | +1   |  | Afrique du Sud             | 1-1 | 1-0 |     | 2-0 |
| 4    | Sao Tomé-et-Principe | 0   | 6 | 0 | 0 | 6 | 3  | 16 | -13  |  | Sao Tomé-et-Principe       | 0-1 | 0-2 | 2-4 |     |

| 1re journée                  | Soudan                                                 | 4 - 0 | Sao Tomé-et-Principe |                             |                             |
| 13 novembre 2019 21h00 UTC+2 | Agab 7e · Hamid 44e · Diogo 62e (csc) · El-Rasheed 77e | (2-0) |                      | Al Hilal Stadium, Omdourman | Al Hilal Stadium, Omdourman |

| 2e journée                   | Afrique du Sud | 1 - 0   | Soudan |                                |                                |
| 17 novembre 2019 15h00 UTC+2 | Phiri 45e      | (1 - 0) |        | Orlando Stadium, Johannesbourg | Orlando Stadium, Johannesbourg |

| 3e journée       | Ghana           | 2 - 0   | Soudan |  |  |
| 12 novembre 2020 | A. Ayew 19e 81e | (1 - 0) |        |  |  |

| 4e journée       | Soudan            | 1 - 0   | Ghana |  |  |
| 17 novembre 2020 | Abdelrahman 90+2e | (0 - 0) |       |  |  |

| 5e journée   | Sao Tomé-et-Principe | 0 - 2   | Soudan                     |                                                                  |                                                                  |
| 24 mars 2021 |                      | (0 - 1) | Abdel Raman 27e Bakhit 53e | Estádio Nacional 12 de Julho, São Tomé Arbitrage : Joseph Ogabor | Estádio Nacional 12 de Julho, São Tomé Arbitrage : Joseph Ogabor |

| 6e journée   | Soudan                    | 2 - 0   | Afrique du Sud |                                                                    |                                                                    |
| 29 mars 2021 | Bakhit 5e Abdel Raman 31e | (2 - 0) |                | Stade de Khartoum, Khartoum Arbitrage : Hélder Martins de Carvalho | Stade de Khartoum, Khartoum Arbitrage : Hélder Martins de Carvalho |

### Statistiques

#### Buteurs
| Buts | Joueurs                                       |
| ---- | --------------------------------------------- |
| 3    | Mohamed Abdelrahman                           |
| 2    | Saifeldin Bakhit                              |
| 1    | Ramadan Agab, Mohamed El-Rasheed, Ahmed Hamid |
| csc  | Jordão Diogo                                  |

## Compétition

### Tirage au sort
Le tirage au sort de la CAN 2021 est effectué le 17 août 2021 à Yaoundé. Le Soudan, 125e nation au classement FIFA, est placé dans le chapeau 4. Le tirage le place dans le groupe D, avec le Nigeria (chapeau 1, 36e au classement FIFA), l'Égypte (chapeau 2, 45e) et la Guinée-Bissau (chapeau 3, 106e).

### Premier tour
| Rang | Équipe        | Pts | J | G | N | P | Bp | Bc | Diff |  | Résultats (▼ dom., ► ext.) |  |     |     |     |
| ---- | ------------- | --- | - | - | - | - | -- | -- | ---- |  | -------------------------- |  | --- | --- | --- |
| 1    | Nigeria       | 9   | 3 | 3 | 0 | 0 | 6  | 1  | +5   |  | Nigeria                    |  | 1-0 | 2-0 | 3-1 |
| 2    | Égypte        | 6   | 3 | 2 | 0 | 1 | 2  | 1  | +1   |  | Égypte                     |  |     | 1-0 | 1-0 |
| 3    | Soudan        | 1   | 3 | 0 | 1 | 2 | 1  | 4  | -3   |  | Soudan                     |  |     |     | 0-0 |
| 4    | Guinée-Bissau | 1   | 3 | 0 | 1 | 2 | 0  | 3  | -3   |  | Guinée-Bissau              |  |     |     |     |

     Équipe qualifiée ou victorieuse; Pts = points; J = joués; G = gagnés; N = nuls; P = perdus;
Bp = buts pour; Bc = buts contre; Diff = différence de buts
| Match 9                   | Soudan                     | 0 - 0   | Guinée-Bissau | Stade Roumdé Adjia, Garoua                           |                                                      |
| 11 janvier 2022 20h00 WAT |                            | (0 - 0) |               | Arbitrage : Issa Sy Arbitre vidéo : Lahlou Benbraham | Arbitrage : Issa Sy Arbitre vidéo : Lahlou Benbraham |
| 11 janvier 2022 20h00 WAT | Nemer 15e · Mohamedein 50e | Rapport | 13e Mendes    | Arbitrage : Issa Sy Arbitre vidéo : Lahlou Benbraham | Arbitrage : Issa Sy Arbitre vidéo : Lahlou Benbraham |

| Match 19                  | Nigeria                                | 3 - 1   | Soudan           | Stade Roumdé Adjia, Garoua                           |                                                      |
| 15 janvier 2022 17h00 WAT | Chukwueze 3e · Awoniyi 45e · Simon 46e | (2 - 0) | 70e (pen.) Khedr | Arbitrage : Victor Gomes Arbitre vidéo : Adil Zourak | Arbitrage : Victor Gomes Arbitre vidéo : Adil Zourak |
| 15 janvier 2022 17h00 WAT | Aina 69e                               | Rapport |                  | Arbitrage : Victor Gomes Arbitre vidéo : Adil Zourak | Arbitrage : Victor Gomes Arbitre vidéo : Adil Zourak |

| Match 32                  | Égypte         | 1 - 0   | Soudan                   | Stade Ahmadou-Ahidjo, Yaoundé                                  |                                                                |
| 19 janvier 2022 20h00 WAT | Abdelmonem 35e | (1 - 0) |                          | Arbitrage : Joshua Bondo Arbitre vidéo : Bamlak Tessema Weyesa | Arbitrage : Joshua Bondo Arbitre vidéo : Bamlak Tessema Weyesa |
| 19 janvier 2022 20h00 WAT | Abdelmonem 83e | Rapport | 38e Hassan · 52e Mahjoub | Arbitrage : Joshua Bondo Arbitre vidéo : Bamlak Tessema Weyesa | Arbitrage : Joshua Bondo Arbitre vidéo : Bamlak Tessema Weyesa |

### Statistiques

#### Buteurs
Walieldin Khedr a inscrit le seul but du Soudan dans cette phase finale, sur un penalty face au Nigeria.
| Buts | Joueurs         | Adversaires |
| ---- | --------------- | ----------- |
| 1    | Walieldin Khedr | Nigeria     |